# Bucy-le-Long
Bucy-le-Long é uma comuna francesa na região administrativa de Altos da França, no departamento de Aisne. Estende-se por uma área de 12,86 km². Em 2010 a comuna tinha 1 914 habitantes (densidade: 148,8 hab./km²).